# Tony Mowbray
Anthony Mark "Tony" Mowbray (Saltburn, Yorkshire del Norte, Inglaterra; 22 de noviembre de 1963) es un exfutbolista y entrenador inglés. Actualmente está sin club.
Comenzó su carrera como entrenador en el Ipswich Town y obtuvo su primer trabajo como entrenador en el Hibernian de la Scottish Premiership, donde ganó el premio al Entrenador del Año de la Asociación de Escritores de Fútbol de Escocia en su primera temporada. Se mudó al West Bromwich Albion en 2006, donde ganó el EFL Championship en 2008, pero luego sufrió el descenso de la Premier League al año siguiente. Luego, Mowbray fue designado entrenador del Celtic, pero fue despedido después de nueve meses. 
Posteriormente, Mowbray asumió el papel de entrenador en otro de sus antiguos clubes, el Middlesbrough. Después de un mal comienzo de la temporada 2013-14, Mowbray dejó el club en octubre de 2013. Después de un período en el Coventry City, fue nombrado entrenador del Blackburn Rovers en febrero de 2017. No pudo evitar que el Rovers descendiera a la League One, pero luego logró el ascenso al Championship en el primer intento.

## Carrera como jugador

### Middlesbrough
Después de jugar su primer partido con el club en 1982, Mowbray se convirtió en capitán del Middlesbrough en 1986 cuando solo tenía 22 años. Conocido cariñosamente por los fanáticos del Boro como "Mogga", Mowbray se convirtió en una leyenda en el club por ser un muchacho local que llevó al club de la liquidación a la liga superior del fútbol inglés en dos temporadas.
En 2007, Mowbray fue colocado en la posición N°7 de una lista cronológica de leyendas de Middlesbrough compilada por el periódico local Evening Gazette. El fanzine del club de Middlesbrough Fly me to the Moon lleva el nombre de una cita sobre Mowbray del ex entrenador del equipo Bruce Rioch: "Si tuviera que volar a la luna, me llevaría a Tony Mowbray, mi capitán, conmigo. Es un hombre magnífico. ". En 1991, después de 348 apariciones, Mowbray se mudó al club escocés Celtic por £1 millón.

### Celtic
Durante su carrera como jugador con el Celtic, la esposa de Mowbray, Bernadette, oriunda de Renfrewshire, murió de cáncer de mama. El episodio se recuerda en el libro de Mowbray, "Besado por un ángel". A menudo se afirma que la "reunión" que aún realizan los jugadores del Celtic antes de cada partido se organizó como un homenaje a Bernadette.

### Ipswich Town
Más tarde se mudó al Ipswich Town, donde jugó durante cinco años, convirtiéndose en el capitán del equipo. Marcó un gol del empate en la victoria final de los playoffs de la División One de 2000 contra el Barnsley. Ipswich ganó el partido por 4-2 y aseguró el ascenso a la Premier League. Este partido fue tanto el debut de Mowbray en Wembley como el último de su carrera como jugador.

## Carrera como entrenador
Una vez que terminó su carrera como jugador, pasó a ser entrenador, comenzando como entrenador del primer equipo en el Ipswich Town. Tuvo un breve período como interino de Ipswich, luego del despido de George Burley y antes del nombramiento de Joe Royle.

### Hibernian
En mayo de 2004, Mowbray fue nombrado entrenador del Hibernian, en sustitución de Bobby Williamson. Obtuvo muchos elogios por el trabajo que hizo, ganando el premio al Entrenador del año de la Asociación de Escritores de Fútbol de Escocia en su primera temporada. Hibs terminó entre los cuatro primeros en la SPL en sus únicas dos temporadas completas a cargo, que fue la primera vez que el club hizo esto en la división superior en temporadas consecutivas desde que Eddie Turnbull era el entrenador.
Hibs avanzó a las últimas etapas de todas las competiciones de copa nacionales durante su mandato e hizo dos apariciones en el fútbol europeo. Hibs perdió ante el Dnipro Dnipropetrovsk en la primera ronda de la Copa de la UEFA 2005-06 y en la regla de los goles a domicilio ante el OB Odense en la Copa Intertoto de 2006. A mediados de 2006, Mowbray fue entrevistado para el puesto directivo vacante en Ipswich Town, pero rechazó su propuesta. En septiembre de 2006, firmó un acuerdo continuo de 12 meses con Hibs que debía entrar en vigencia a partir de julio de 2007. Sin embargo, solo un mes después, Mowbray se mudó al West Bromwich Albion.

### West Bromwich Albion
West Bromwich Albion nombró a Mowbray como su entrenador el 13 de octubre de 2006. Mowbray se enfrentó a la tarea de devolver a los Baggies a la Premier League después del descenso de la temporada anterior. Aunque logró revertir la mala forma del club fuera de casa, una racha indiferente de resultados en casa hacia el final de la temporada significó que Albion terminó cuarto en la tabla del Championship detrás del Sunderland, Birmingham City y Derby County, por lo que debió disputar los play-offs. A pesar de dos famosas victorias sobre viejos rivales Wolverhampton Wanderers en las semifinales, Albion perdió 1-0 ante el Derby en la final de Wembley.
Como resultado, durante el cierre de la temporada, Mowbray se dispuso a reestructurar la plantilla, sacando a varios de los jugadores de Robson por honorarios multimillonarios, luego de informes de prensa sobre la división del vestuario. Jugadores de alto perfil como Jason Koumas, Diomansy Kamara y Curtis Davies fueron vendidos a clubes de la Premier League por grandes honorarios. Mowbray los reemplazó firmando un total de 14 jugadores permanentes y de préstamo en la ventana de transferencia de verano, obteniendo una ganancia general en el proceso. Sus fichajes más caros fueron Chris Brunt del Sheffield Wednesday por £3 millones, Leon Barnett del Luton Town por £2,5 millones y James Morrison del Middlesbrough por £1,5 millones.
A principios de 2008, el joven equipo Albion de Mowbray encabezó la tabla, recibiendo cada vez más aplausos de los medios y aficionados por su atractivo estilo de fútbol de ataque con un solo toque, un reflejo de la firme filosofía futbolística de Mowbray. Guiaría al West Brom al título del EFL Championship, lo que significó el ascenso a la Premier League y llegó a la semifinal de la FA Cup. La semifinal, la primera que se jugó en el nuevo estadio de Wembley, enfrentó al West Brom contra el Portsmouth, el único equipo de la Premier League que quedaba en el torneo. Finalmente, caerían por la mínima.
Después de una mala temporada 2008-09, WBA descendió de la Premier League y terminó vigésimo. Sin embargo, los fanáticos todavía tenían en alta estima a Mowbray, y esto se evidenció cuando usaron máscaras de Mowbray en su último juego de la temporada.

### Celtic

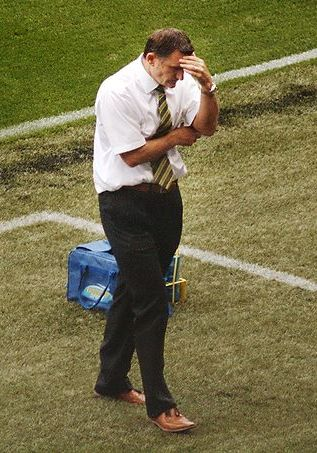
Tony Mowbray dirigiendo al Celtic.

El 8 de junio de 2009, se informó que Celtic se había acercado al West Bromwich Albion para obtener permiso para hablar con Mowbray sobre su vacante en el puesto de entrenador. Se acordó una tarifa de compensación de £ 2 millones y el club escocés lo anunció como su nuevo entrenador el 16 de junio de 2009. Fue presentado como entrenador del Celtic en una conferencia de prensa un día después. Su equipo de entrenadores estaba formado por Neil Lennon, Peter Grant, Mark Venus y Stevie Woods. El 12 de septiembre de 2009 fue nombrado Entrenador del Mes de Agosto de la Scottish Premiership.
Mowbray fue descrito como "asediado" por The Herald después de que el Celtic cayera 10 puntos detrás de los rivales de Old Firm, el Rangers, en la carrera por el título de la SPL después de una derrota en casa por 2-1 ante el Hibs.
Mowbray decidió hacer cambios significativos en su equipo durante la ventana de transferencia de enero de 2010, vendiendo a Gary Caldwell y Barry Robson, lo que aparentemente causó una interrupción en el equipo inmediatamente después de que se completaron esos acuerdos. Robbie Keane fue reclutado a principios de 2010 a préstamo del Tottenham Hotspur en medio de una gran emoción, sin embargo, los malos resultados adicionales, en particular una derrota récord por 4-0 ante Saint Mirren, llevaron a Mowbray a ser despedido el 25 de marzo.

### Middlesbrough
Mowbray fue nombrado entrenador del Middlesbrough el 26 de octubre de 2010, reemplazando a Gordon Strachan. Perdió su primer partido a cargo por 2-1 contra el Bristol City, pero siguió con victorias contra el Crystal Palace y el Scunthorpe. Mowbray guio al Boro a lograr la permanencia en el Championship, tras haberse unido al club cuando ocupaban el puesto N°22 en la liga. El equipo terminó bien la temporada, ganó sus últimos cuatro partidos de liga y terminó 12º en la tabla de la liga. La misma temporada, Mowbray comenzó a dar a los jóvenes un lugar en el primer equipo como Joe Bennett, Luke Williams y Richard Smallwood. Mowbray también comenzó a darle a Marvin Emnes más tiempo de juego después de regresar cedido por Swansea City.
Middlesbrough comenzó bien la temporada 2011-12 y Mowbray ganó el premio al entrenador del mes de septiembre. El equipo perdió el invicto en la liga después de una derrota por 2-0 ante Nottingham Forest en octubre de 2011. Después de un mal comienzo en 2012, la forma de Middlesbrough se recuperó a fines de febrero con cuatro victorias en cinco partidos. El club terminó séptimo en la temporada 2011-12, perdiendo un lugar en los play-offs por una posición.
El 21 de octubre de 2013, se anunció que Mowbray había dejado al Boro con efecto inmediato después de una racha de dos victorias en 12 partidos en la temporada 2013-14.

### Coventry City
El 3 de marzo de 2015, fue nombrado entrenador de Coventry City en un acuerdo hasta el final de la temporada 2014-15. Con el club enfrentando la posibilidad de descender al cuarto nivel por primera vez desde finales de la década de 1950, el objetivo inicial de Mowbray fue mantener al club en el tercer nivel. Una victoria en la última jornada ante el Crawley Town fue suficiente para que el club se asegurara su permanencia en la League One para la temporada 2015-16.
Luego de prolongadas negociaciones al final de la temporada, Mowbray acordó firmar una extensión de contrato por dos años para permanecer como entrenador del Coventry City. Finalmente, renunció a su cargo el 29 de septiembre de 2016 después de una serie de resultados sin ganar.

### Blackburn Rovers
El 22 de febrero de 2017, Mowbray fue nombrado entrenador del Blackburn Rovers con un contrato de 18 meses, que duró efectivamente hasta junio de 2018. A pesar de una mejora en la forma que ofreció alguna esperanza de supervivencia, Blackburn fue relegado a la League One al final de la temporada 2016-17.
Mowbray firmó un nuevo contrato que lo mantendría en el club hasta 2019, con una opción de 12 meses más después de eso también. Bajo su dirección, Blackburn logró el ascenso al Championship después de un solo año en la League One. Su ascenso estuvo asegurado el 24 de abril, después de una victoria a domicilio por 1-0 contra el Doncaster Rovers.
En la temporada 2018-19, Mowbray llevó al Blackburn al puesto N°15 en el Championship. En la Copa de la Liga llegaron a la tercera ronda antes de ser eliminados por el Bournemouth. En la FA Cup, Blackburn fue eliminado en la tercera ronda después de la prórroga en el replay contra Newcastle United.
En la temporada 2019-20, Mowbray aseguró el puesto N°11 en el Championship. En la Carabao Cup llegaron a la segunda ronda antes de la derrota ante el Sheffield United. El club fue derrotado en la tercera ronda de la FA Cup ante el Birmingham City. Luego de cinco años en el banquillo, Mowbray dejó el club al finalizar su contrato en mayo de 2022 y fue reemplazado por Jon Dahl Tomasson como entrenador.

### Sunderland
El 30 de agosto de 2022, Mowbray fue nombrado entrenador del Sunderland en sustitución de Alex Neil. Lideró a los Black Cats a las eliminatorias del EFL Championship y terminó sexto en su primera temporada. El club ganó el partido de ida contra el Luton Town por 2-1 pero perdió 2-0 en el encuentro de vuelta, quedando eliminados en las semifinales de los play-offs.El 4 de diciembre de 2023, fue despedido de su cargo luego de una serie de malos resultados.

### Birmingham City
El 8 de enero de 2024, fue oficializado como entrenador del Birmingham City.El 19 de marzo, el club confirmó que Mowbray se tomó una licencia médica hasta el inicio de la pretemporada 2024-25 y que Gary Rowett se haría cargo de los últimos ocho partidos de la temporada.El 21 de mayo, se confirmó su salida del equipo inglés con efecto inmediato.

### West Bromwich Albion
El 17 de enero de 2025, asumió al frente del West Bromwich Albion. No obstante, el 21 de abril, fue relevado de sus funciones luego de que el equipo quedara sin posibilidades de clasificar a los play-offs por el ascenso a la Premier League.

## Clubes

### Como jugador
| Club          | País       | Año       |
| ------------- | ---------- | --------- |
| Middlesbrough | Inglaterra | 1982-1991 |
| Celtic        | Escocia    | 1991-1995 |
| Ipswich Town  | Inglaterra | 1995-2000 |

### Como entrenador
| Club                    | País       | Año       | PJ  | PG  | PE  | PP  | Efectividad |
| ----------------------- | ---------- | --------- | --- | --- | --- | --- | ----------- |
| Ipswich Town (Interino) | Inglaterra | 2002      | 4   | 1   | 1   | 2   | 33.33%      |
| Hibernian               | Escocia    | 2004-2006 | 108 | 52  | 16  | 40  | 53.09%      |
| West Bromwich Albion    | Inglaterra | 2006-2009 | 140 | 57  | 32  | 51  | 48.33%      |
| Celtic                  | Escocia    | 2009-2010 | 45  | 23  | 9   | 13  | 57.78%      |
| Middlesbrough           | Inglaterra | 2010-2013 | 153 | 61  | 37  | 55  | 47.93%      |
| Coventry City           | Inglaterra | 2015-2016 | 76  | 26  | 24  | 26  | 44.74%      |
| Blackburn Rovers        | Inglaterra | 2017-2022 | 267 | 108 | 70  | 89  | 49.19%      |
| Sunderland              | Inglaterra | 2022-2023 | 65  | 26  | 18  | 21  | 49.23%      |
| Birmingham City         | Inglaterra | 2024      | 14  | 4   | 2   | 8   | 33.33%      |
| West Bromwich Albion    | Inglaterra | 2025      | 17  | 5   | 4   | 8   | 37.25%      |
| Total                   | Total      | Total     | 890 | 364 | 213 | 313 | 48.88%      |

## Palmarés

### Como entrenador

#### Títulos nacionales
| Título           | Club                 | País       | Año     |
| ---------------- | -------------------- | ---------- | ------- |
| EFL Championship | West Bromwich Albion | Inglaterra | 2007-08 |